# Силач (фільм, 1929)
«Силач» (пол. Mocny człowiek) — польський психологічний трилер 1929 року режисера Генрика Шаро та продюсером Мареком Маєром Лібковим. Це друга екранізація роману Станіслава Пшибишевського, опублікованого під такою ж назвою у 1912 році. Один з останніх польських фільмів епохи німого кіно, це дослідження художника (Григорій Хмара), який програє у битві з власним сумлінням.
«Силач» натхненний досягненнями німецького кінематографічного експресіонізму. Завдяки операторській роботі Джованні Вітротті та використанню низки кінематографічних засобів виразності (подвійна/потрійна експозиція, виразні монтажні зіставлення) фільм Шаро здобув репутацію надзвичайно майстерного, особливо в контексті польського кінематографа міжвоєнного періоду. Після Другої світової війни, коли всі копії «Силач» в Польщі були знищені, фільм довгий час вважався втраченим. Лише у 1997 році його знайшли у Бельгії, а потім повернули до Польщі. Цифрова реконструйована версія вийшла на екрани у 2006 році.

## Акторський склад
- Григорій (Ґжеґож) Хмара — Генрик Бєлецький
- Аґнес Куцк — Люсія, коханка Генрика
- Юліан Кжевінський — Ліґенжа
- Марія Майдрович — Ніна, дружина Ліґенжи
- Артур Соха — Єжи Ґурський
- Станіслава Висоцька — бабуся Бєлецкього
- Болеслав Мєжеєвський — директор театру «Атенеум»
- Яніна Романувна — акторка Настка Жеґота
- Александер Зельверович — видавець
- Ян Курнакович — секретар видавця

## Розповсюдження
Після Другої світової війни в Польщі не збереглося жодної копії фільму, тому він вважався втраченим. Однак у 1997 році вона була знайдена в Бельгії, в Королівському кіноархіві. Виявилося, що невдовзі після виробництва (у 1929 році) фільм був проданий до кількох західноєвропейських країн. Після того, як його привезли до Польщі, він був реконструйований у цифровому форматі. У 2006 році він був випущений на DVD.